# Gabriel Alemparte
José Gabriel Alemparte Mery (Santiago, 12 de marzo de 1981) es un abogado, politólogo y político chileno que actualmente se desempeña como vicepresidente del partido Demócratas.
En 2012, ejerció en varias oportunidades como alcalde subrogante de Maipú. Es, asimismo, columnista del diario La Tercera y Radio Agricultura. También se ha desempeñado como lobista para la consultora Imaginacción.
Desde 2021 es panelista del programa de debate político Sin filtros, lo que, a partir de 2022, le hizo cobrar notoriedad mediática en medio del proceso constitucional que lo colocó en oposición al Gobierno de Gabriel Boric.
Es, por otra parte, miembro del consejo directivo de la Fundación Museo Vicente Huidobro en Cartagena, dedicada a resguardar la obra y legado del poeta homónimo.

## Biografía
Nació el 12 de marzo de 1981 en Santiago. Es hijo del arquitecto José Gabriel Alemparte Rojas y de Claudia Mery Domeyko, bisnieta de Ignacio Domeyko, rector de la Universidad de Chile.[cita requerida]
Cursó sus estudios en el colegio de la Alianza Francesa de Santiago y más tarde en los Sagrados Corazones de Sagrados Corazones de Manquehue.[cita requerida]
Ingresó a la Facultad de Derecho de la Universidad Diego Portales, donde fue dirigente estudiantil, ejerciendo como secretario general y vicepresidente de la FEDEP, y consejero en su facultad. Obtuvo el masterado en Ciencia Política y Relaciones Internacionales en la Universidad Católica de Chile, siendo becario de la Fundación Konrad-Adenauer-Stiftung (KAS).[cita requerida]

## Trayectoria política

### Partido Demócrata Cristiano (PDC) (2001–2020)
En 2001 se unió al Partido Demócrata Cristiano (PDC). Diecinueve años más tarde (2020), Alemparte abandonó el partido.
Una vez establecido el primer gobierno de Michelle Bachelet, trabajó para el Ministerio de Transportes y Telecomunicaciones (asesor) y el Ministerio de Justicia (jefe de gabinete), donde enfrentó la reforma y modernización de los sistemas procesales laborales y de familia, además de la negociación de las paralizaciones de Gendarmería de Chile y Registro Civil.[cita requerida]
En abril de 2011, y por medio del entonces alcalde, Alberto Undurraga (DC), Alemparte ingresó a la municipalidad de Maipú para desempeñarse como director jurídico, y más tarde como administrador municipal, en donde también ejerció como parte del directorio de SMAPA.[cita requerida]
En diciembre de 2012, y tras finalizar su vínculo con la municipalidad de Maipú, se desempeñó como director de la Dirección de Desarrollo Comunal (DIDECO) de la comuna de Providencia, como parte del equipo de la entonces alcaldesa Josefa Errázuriz.
Durante el segundo gobierno de Michelle Bachelet, fue nombrado jefe del Gabinete del Ministerio de Obras Públicas, nuevamente trabajando bajo el alero de Alberto Undurraga, de quien ejecutó planes concesionarios.[cita requerida]

### Demócratas Chile (2022–presente)

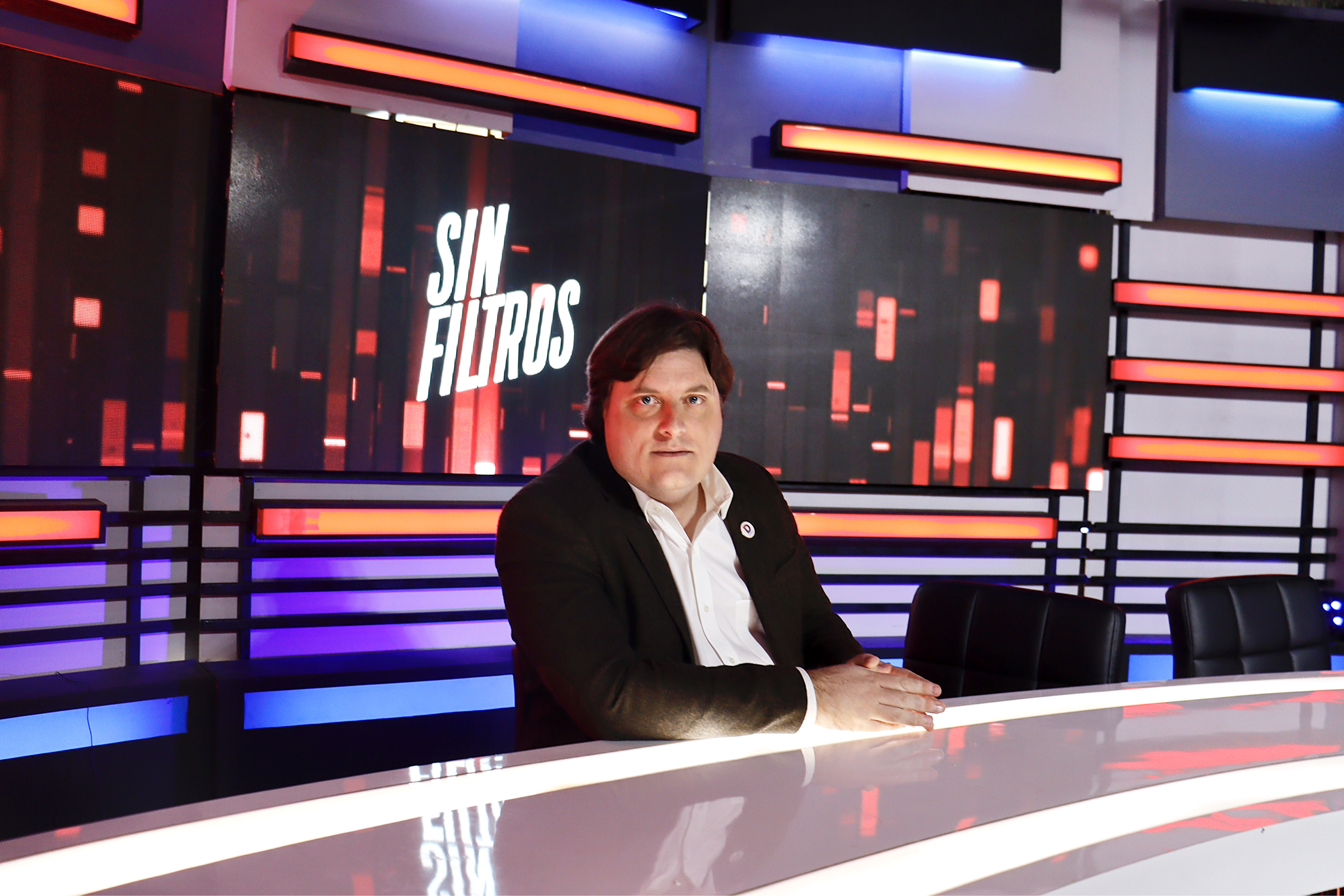
Alemparte como panelista en Sin Filtros

Tras la mayoría obtenida por la izquierda chilena en el proceso constitucional de 2021–2022, en enero del último año mencionado, firmó la declaración del entonces naciente movimiento civil, Amarillos por Chile, para después conformar el bloque, «Centroizquierda por el Rechazo» (julio 2022), el cual buscaba el rechazo a la propuesta constitucional.[cita requerida]
Meses más tarde, la opción «Rechazo» terminó triunfando el 4 de septiembre (62%), lo cual agrupó a fuerzas centristas de la ex Concertación con la derecha chilena, siendo él un vocero de aquella opción ganadora. Luego, en noviembre de 2022, figuró como uno de los miembros fundadores del partido político, Demócratas, donde fue electo como vicepresidente del colectivo.

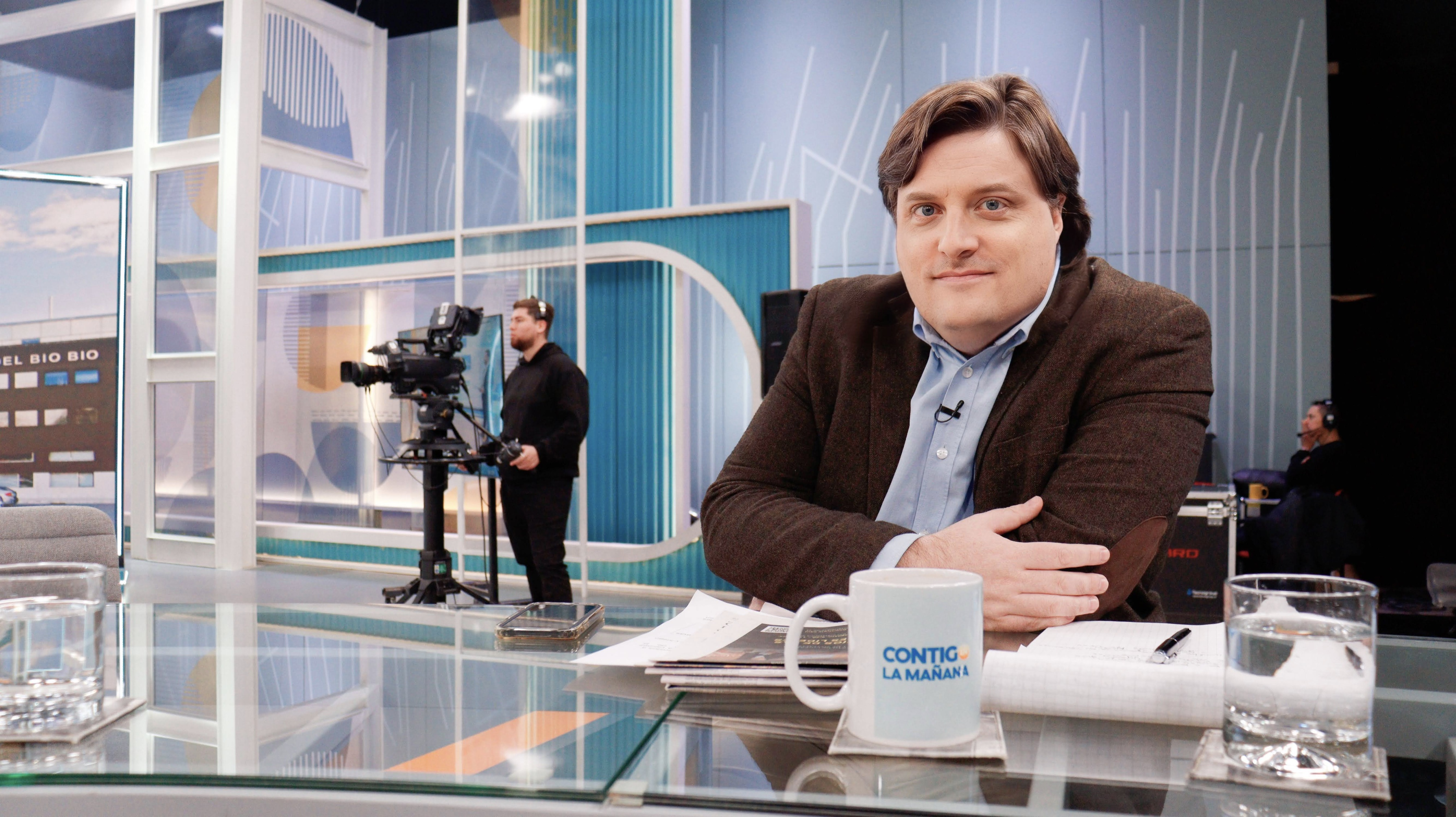
Alemparte en el programa matinal, Contigo en la mañana, de Chilevisión (2023).

Durante todo aquel 2022, creció como figura mediática en el programa Sin Filtros, donde ha protagonizado sucesivos momentos polémicos hasta la fecha. Así, en 2023 aprovechó para hacer campaña por el derrotada opción «A Favor» a una nueva constitución, proceso esta vez liderado por el Partido Republicano, de corte conservador.
En marzo de 2024, el Partido Demócratas oficializó a Alemparte como su candidato a gobernador de la Región Metropolitana para las elecciones de octubre de 2024  contra Claudio Orrego, quien compite por la reelección. 
El 30 de julio declinó su postulación a dicho cargo en favor de su colega de panel en Sin filtros, Francisco Orrego.